# Бенаї Хафізула Амінулович
Хафізула Амінулович Бенаї́ (нар. 9 жовтня 1945, Герат) — афганський і український архітектор і педагог; доктор архітектури з 1993 року, професор з 1997 року.

## Біографія
Народився 9 жовтня 1945 року в місті Гераті (Афганістан). 1975 року закінчив Київський інженерно-будівельний інститут.
Протягом 1976–1980 років працював архітектором Кабульського будвельного комбінату; у 1984–1986 роках обіймав посаду заступника директора з наукової частини Центрального проектного інституту в Кабулі; у 1986–1988 роках — посаду начальника відділу експертизи Міністерства планування Афганістану.
Протягорм 1989–1995 років — старший викладач, доцент кафедри архітектурного проектування Дніпропетровського інженерно-будівельного інституту; з 1995 року завідував кафедрою архітектури, обіймав посаду декана архітектурного факультету Донбаської академії будівництва і архітектури.

## Наукова діяльність
Наукові дослідження архітектора присвячені типологізації масового житлового будівництва, зокрема проектуванню житлових будівель для районів із спекотним кліматом. Автор праць:
- Климатическое и строительное районирование территории Афганистана // Климат Афганистана. Кабул, 1982;
- Номенклатура типов домов в условиях горных сейсмических районов. Кабул, 1983 ;
- Климатическое и строительное районирование территории Афганистана. Кабул, 1985 (у співавторстві);
- Нормы проектирования жилых зданий СНиП для условий Афганистана. Кабул, 1986;
- Формирование перспективных требований к жилищу // Вестние Донбасской академии строительства и архитектуры. 2000. Том 1, № 3;
- Ориентация и закономерности формообразования. Проблемы археологии и архитектуры. Донецьк, 2001.